# ساتنیک (نام کوچک)
ساتنیک (زبان ارمنی: Սաթենիկ), یکی از نام‌های کوچک رایج در میان ارمنیان می‌باشد.
- ساتنیک ساهاکیانتس
- ساتنیک
- ساتنیک آقابابیان
- ساتنیک آدامیان
- ساتنیک اوهانیان
- ساتنیک وارتانیان
- ساتنیک هازاریان
- پیش‌نویس:ساتنیک هوهانیسیان
- پیش‌نویس:ساتنیک مکرتچیان